# Guy Hebert
Guy Andre Hebert (* 7. ledna 1967, Troy) je bývalý americký hokejový brankář.

## Hráčská kariéra
V roce 1987 byl draftován týmem St. Louis Blues, když byl ve druhém ročníku na Hamilton College. Hebert získal ocenění prvního All-America Týmu během své poslední sezóny na Hamilton College s bilancí 18 výher a 7 porážek. Svou profesionální kariéru začal v týmu Peoria Rivermen v International Hockey League, ve své druhé sezóně 1990–91 vyhráli s týmem Turner Cup. V prosinci 1991 byl povolán do St. Louis Blues a 11. prosince 1991 odehrál svůj první zápas v NHL proti Buffalo Sabres, zápas skončil vítězstvím 6–3. S Peorií byl Hebert jmenován do All Star týmu IHL a ve stejném roce se také podělil o trofej James Norris s parťákem Patem Jablonskim.
Hebert byl v roce 1993 vybrán jako první v rozšiřovacím draftu NHL týmem Mighty Ducks z Anaheimu. Hebertovým prvním hlavním trenérem v Anaheimu byl Ron Wilson, který ho trénoval na Hrách dobré vůle v roce 1990. Hebert začal chytat v organizaci Ducks od její první sezóny v roce 1993 až do poloviny sezóny 2000–01, kdy byl umístěn na listinu volných hráčů. Z volných hráčů jej získal New York Rangers. V té době byl posledním z původních hráčů Ducks, který ještě působil v Anaheimu. Hebert odehrál za Rangers třináct zápasů, než v roce 2001 ukončil kariéru. Hebert se stále umisťuje na prvním nebo druhém místě ve všech hlavních brankářských statistikách Ducks a v sezóně 1996–97 dovedl tým k první účasti v play-off NHL a k vítězství v sérii, když vychytal čisté konto v rozhodujícím sedmém zápase (3:0) proti Phoenix Coyotes. V Anaheimu byl vybrán do Utkání hvězd NHL v roce 1997.

## Rekordy
Klubové rekordy Anaheim Ducks
- celkový počet střel: 2133 (1996-97)
- celkový počet zákroků: 1961 (1996-97)

## Ocenění a úspěchy
- 1991 IHL – James Norris Memorial Trophy
- 1991 IHL – Druhý All-Star Tým
- 1997 NHL – All-Star Game
- 1999 zvolen do hokejové síně slávy klubu Peoria Rivermen

## Prvenství
- Debut v NHL – 11. prosince 1991 (Buffalo Sabres proti St. Louis Blues)
- První inkasovaný gól v NHL – 11. prosince 1991 (Buffalo Sabres proti St. Louis Blues, kanadským útočníkem Dale Hawerchuk)
- První vychytaná nula v NHL – 11. ledna 1993 (Detroit Red Wings proti St. Louis Blues)

## Klubová statistika

### Základní části
| Sezona       | Tým                     | Liga         | Z   | V   | P   | R  | MIN    | OG   | ČK | POG  | %ChS |
| ------------ | ----------------------- | ------------ | --- | --- | --- | -- | ------ | ---- | -- | ---- | ---- |
| 1985–86      | Hamilton College        | NESCAC       | 18  | 4   | 12  | 2  | 1011   | 69   | 2  | 4.09 | —    |
| 1986–87      | Hamilton College        | NESCAC       | 18  | 12  | 5   | 0  | 1070   | 40   | 3  | 2.24 | —    |
| 1987–88      | Hamilton College        | NESCAC       | 9   | 5   | 3   | 0  | 510    | 22   | 1  | 2.59 | —    |
| 1988–89      | Hamilton College        | NESCAC       | 25  | 18  | 7   | 0  | 1454   | 62   | 2  | 2.56 | —    |
| 1989–90      | Peoria Rivermen         | IHL          | 30  | 7   | 13  | 7  | 1706   | 124  | 1  | 4.36 | —    |
| 1990–91      | Peoria Rivermen         | IHL          | 36  | 24  | 10  | 1  | 2093   | 100  | 2  | 2.87 | —    |
| 1991–92      | St. Louis Blues         | NHL          | 13  | 5   | 5   | 1  | 738    | 36   | 0  | 2.93 | .908 |
| 1991–92      | Peoria Rivermen         | IHL          | 29  | 20  | 9   | 0  | 1731   | 98   | 0  | 3.40 | —    |
| 1992–93      | St. Louis Blues         | NHL          | 24  | 8   | 8   | 2  | 1210   | 74   | 1  | 3.67 | .883 |
| 1993–94      | Mighty Ducks of Anaheim | NHL          | 52  | 20  | 27  | 3  | 2991   | 141  | 2  | 2.83 | .907 |
| 1994–95      | Mighty Ducks of Anaheim | NHL          | 39  | 12  | 20  | 4  | 2092   | 109  | 2  | 3.13 | .904 |
| 1995–96      | Mighty Ducks of Anaheim | NHL          | 59  | 28  | 23  | 5  | 3326   | 157  | 4  | 2.83 | .914 |
| 1996–97      | Mighty Ducks of Anaheim | NHL          | 67  | 29  | 25  | 12 | 3863   | 172  | 4  | 2.67 | .919 |
| 1997–98      | Mighty Ducks of Anaheim | NHL          | 46  | 13  | 24  | 6  | 2660   | 130  | 3  | 2.93 | .903 |
| 1998–99      | Mighty Ducks of Anaheim | NHL          | 69  | 31  | 29  | 9  | 4083   | 165  | 6  | 2.42 | .922 |
| 1999–00      | Mighty Ducks of Anaheim | NHL          | 68  | 28  | 31  | 9  | 3976   | 166  | 4  | 2.51 | .908 |
| 2000–01      | Mighty Ducks of Anaheim | NHL          | 41  | 12  | 23  | 4  | 2215   | 115  | 2  | 3.12 | .897 |
| 2000–01      | New York Rangers        | NHL          | 13  | 5   | 7   | 1  | 735    | 42   | 0  | 3.43 | .897 |
| Celkem v NHL | Celkem v NHL            | Celkem v NHL | 491 | 191 | 222 | 56 | 27,889 | 1307 | 28 | 2.81 | .909 |

### Play-off
| Sezona       | Tým                     | Liga         | Z  | V | P | MIN | OG | ČK | POG  | %ChS  |
| ------------ | ----------------------- | ------------ | -- | - | - | --- | -- | -- | ---- | ----- |
| 1986–87      | Hamilton College        | NESCAC       | 2  | 1 | 1 | 134 | 6  | 0  | 2.69 | —     |
| 1987–88      | Hamilton College        | NESCAC       | 1  | 0 | 1 | 60  | 3  | 0  | 3.00 | —     |
| 1988–89      | Hamilton College        | NESCAC       | 2  | 1 | 1 | 126 | 4  | 0  | 1.90 | —     |
| 1989–90      | Peoria Rivermen         | IHL          | 2  | 0 | 1 | 76  | 5  | 0  | 3.95 | —     |
| 1990–91      | Peoria Rivermen         | IHL          | 8  | 3 | 4 | 458 | 32 | 0  | 4.19 | —     |
| 1991–92      | Peoria Rivermen         | IHL          | 4  | 3 | 1 | 239 | 9  | 0  | 2.26 | —     |
| 1992–93      | St. Louis Blues         | NHL          | 1  | 0 | 0 | 2   | 0  | 0  | 0.00 | 1.000 |
| 1996–97      | Mighty Ducks of Anaheim | NHL          | 9  | 4 | 4 | 534 | 18 | 1  | 2.02 | .929  |
| 1998–99      | Mighty Ducks of Anaheim | NHL          | 4  | 0 | 3 | 208 | 15 | 0  | 4.33 | .879  |
| Celkem v NHL | Celkem v NHL            | Celkem v NHL | 14 | 4 | 7 | 744 | 33 | 1  | 2.66 | .913  |

### Reprezentace
| Rok                    | Tým                    | Soutěž                 | Z | V | P | R | MIN | OG | ČK | POG  | %ChS |
| ---------------------- | ---------------------- | ---------------------- | - | - | - | - | --- | -- | -- | ---- | ---- |
| 1994                   | USA                    | MS                     | 6 | 4 | 2 | 0 | 300 | 18 | 0  | 3.60 | .907 |
| 1996                   | USA                    | SP                     | 1 | 1 | 0 | 0 | 60  | 3  | 0  | 3.00 | .903 |
| Seniorská reprezentace | Seniorská reprezentace | Seniorská reprezentace | 7 | 5 | 2 | 0 | 360 | 21 | 0  | 3.50 | —    |